# Suore ancelle missionarie del Santissimo Sacramento
Le Suore ancelle missionarie Santissimo Sacramento (sigla A.M.S.S.) sono un istituto religioso femminile di diritto pontificio.

## Storia
La congregazione fu fondata nel 1923 a Venezia da Caterina Zecchini nel clima di un vasto movimento di cooperazione missionaria sviluppatosi dopo la pubblicazione, nel 1919, della lettera apostolica di papa Benedetto XV sull'attività dai missionari cattolici nel mondo.
L'istituto fu canonicamente eretto dal cardinale Pietro La Fontaine, patriarca di Venezia, il 14 aprile 1933 e fu aggregato all'ordine dei frati minori nel novembre successivo.

## Attività e diffusione
Le suore si dedicano alla cooperazione missionaria: svolgono opere a servizio dei sacerdoti delle terre di missione e collaborano in parrocchie e scuole dell'infanzia.
Oltre che in Italia, sono presenti in Colombia e nelle Filippine; la sede generalizia è a Roma.
Alla fine del 2015 l'istituto contava 106 religiose in 15 case.